# Pávík černobílý
Pávík černobílý (Rhipidura leucophrys) je zpěvný pták žijící v Austrálii, na Nové Guineji, na Šalomounových ostrovech a na Bismarckově souostroví. Taktéž je lze najít ve východní Indonésii. Jedná se o běžného ptáka, žijícího na většině typů vegetace. Dospělí jedinci měří 19 až 21,5 cm na délku. Pávíci černobílí jsou jednoduše zbarvení ptáci; jejich zbarvení zahrnuje převážně černou na horních partiích a bílou na dolních partiích. Samec a samice jsou zbarvení stejně.
Obecně jsou uváděny tři poddruhy: Rhipidura leucophrys leucophrys ze střední a jižní Austrálie, novoguinejský Rhipidura leucophrys melaleuca a menší Rhipidura leucophrys picata ze severní Austrálie. Druh se řadí do rodu pávík (Rhipidura).
Pávík černobílý je hmyzožravý pták, trávící hodně času lovením kořisti na otevřených stanovištích. Název rodu, pávík, pochází od rozvinutého ocasního peří, kterým pávíci vrtí vodorovně při sbírání potravy na zemi. Pávíci černobílí jsou poměrně agresivní a silně teritoriální ptáci, kteří si často dovolují i na mnohem větší ptáky, například ledňáky obrovské a orly klínoocasé. Tento druh si přivyknul na přítomnost lidí a často obývá i parky nebo zahrady. Vyobrazení pávíků černobílých se poměrně často objevuje i v kultuře a folklóru Austrálců, původních obyvatel Austrálie. Právě Aboridžinci je vyobrazují jako nositele špatných zpráv nebo zloděje tajemství.

## Taxonomie

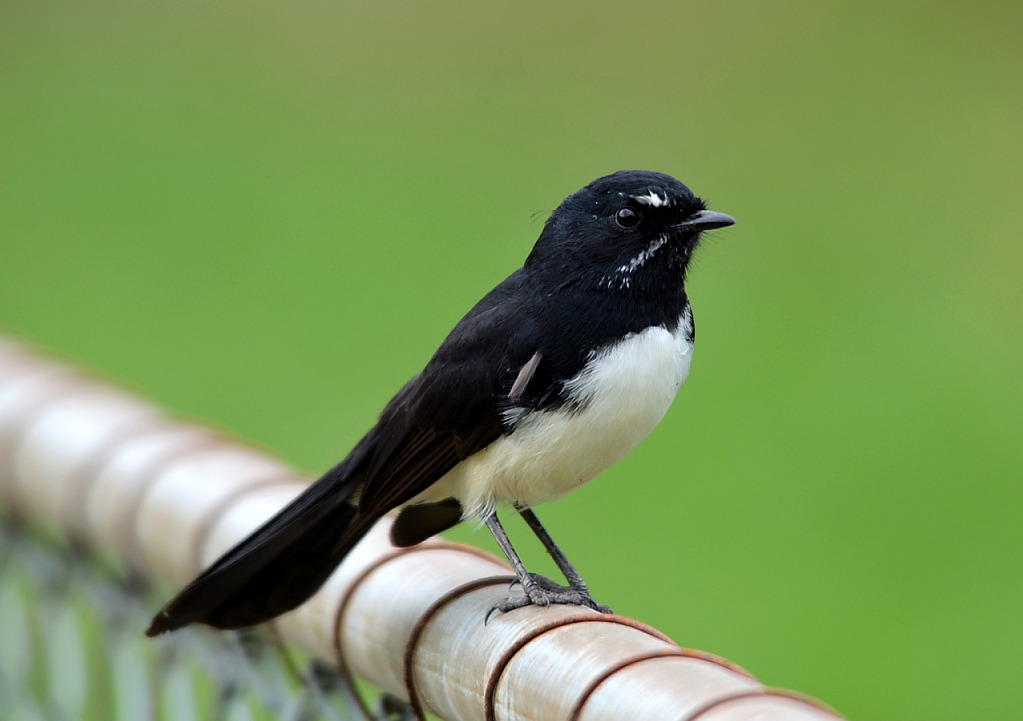
Dospělý jedinec v Brisbane

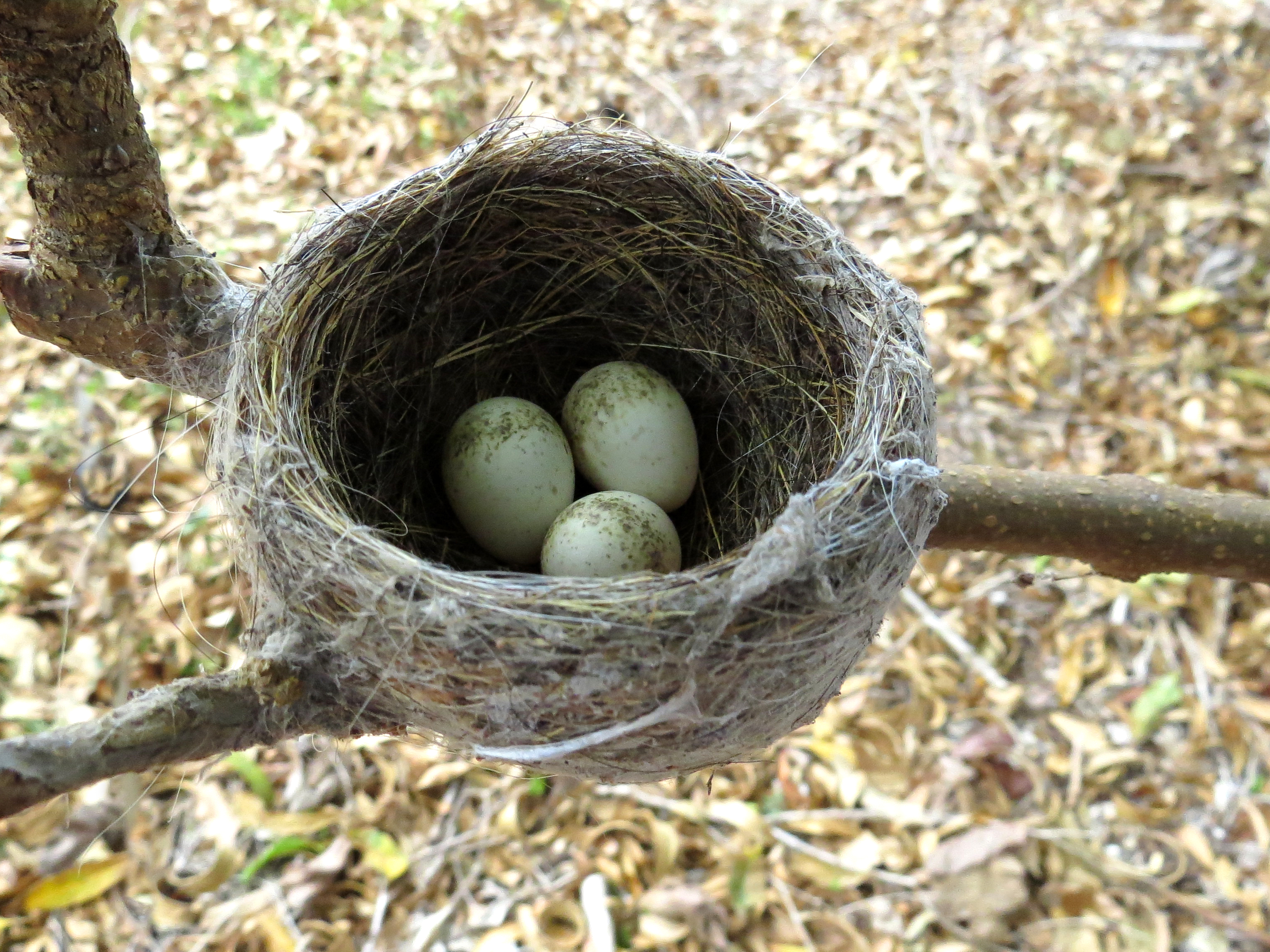
Hnízdo pávíků černobílých s vejci

Druh pávík černobílý byl poprvé popsán anglickým ornitologem Johnem Lathamem v roce 1801 pod latinským názvem Turdus leucophrys. Druhové latinské jméno je odvozeno od řeckého slova leukos, tedy bílá, a ǒphrys, volně přeloženo jako obočí. Další vědecký název přidal Viellot; Muscicapa tricolor. Dále také přírodovědci Nicholas Aylward Vigors a Thomas Horsfield v roce 1827 tento druh pojmenovali Rhipidura motacilloides. Právě ti se stali objeviteli rodu Rhipidura, pávík, a jejich zařazení se udrželo až do současné doby. Samotný název rodu se skládá z řeckých slov rhipis, vějíř, a oura, tedy ocas.
Austrálci využívají pro pávíky černobílé více názvů, Djididjidi je název používaný v Kimberley a okolí, označení Djigirridjdjigirridj je používáno především v Arnhemské zemi. V centrální Austrálii, jihozápadně od Alice Springs, Austrálci mluvící jazykem pitjantjatjara se využívá název tjintir-tjintir. Naopak na Šalomounových ostrovech jsou tito ptáci nazýváni polis, tedy policie, nebo pris, což znamená kněz.
Pávíci černobílí nemají žádný příbuzenský vztah k euroasijským kormoránům, kteří jsou typičtí svým zaobleným ocasem. Samotný rod pávík je početný rod s více než 45 druhy. Přestože se obecně uvádí čeleď pávíkovití, v minulosti se někteří přírodovědci spíše klonili k zařazení pod čeleď drongovití.

### Poddruhy
Obecně bývají uváděny tři poddruhy, které se, více než zabarvením, liší výskytem.
- Rhipidura leucophrys leucophrys: Nominátní poddruh, současně také nejrozšířenější poddruh. Žije v Austrálii. Samotné zbarvení nebo stavbu těla má oproti zbylým dvou poddruhům téměř stejnou, liší se tedy pouze výskytem.
- Rhipidura leucophrys picata: Poddruh popsaný Johnem Gouldem v roce 1848.[7] Taktéž žije v Austrálii, od severní Austrálie až po Queensland. Oproti zbylým poddruhům má kratší křídla a pohybuje se v zeměpisných šířkách 18–22° j. š.
- Rhipidura leucophrys melaleuca: Poddruh popsaný francouzskými přírodovědci Jeanem Reném Constantem Quoyem a Josephem Paulem Gaimardem v roce 1830.[8] Areál rozšíření tohoto poddruhu zahrnuje Indonésii, Novou Guineu, Šalomounovy ostrovy a Bismarckovo souostroví. Tento poddruh je výrazně větší s delšími ocasními pery. Označení melaleuca je odvozeno od řeckých slov melas, černá, a leukos, bílý.

## Popis
Dospělí pávíci černobílí měří 19 až 21,5 cm na délku a váží mezi 17 a 24 g. Samotný ocas má 10 až 11 cm. Tito ptáci mají delší nohy než ostatní druhy pávíků a využívají toho při pasení na zemi. Samečci i samičky mají podobné zbarvení; hlava, krk, horní část hrudi, křídla, hřbet a ocas jsou černé, pouze nadočnice jsou bílé. Nohy jsou černé, duhovka očí tmavě hnědá. Mláďata jsou méně nápadná, většinou hnědě zbarvená se světlejší barvou na hlavě a hrudi. Mladým jedincům i po prvním přepeření zůstávají bílá peříčka na horní straně křídel.
Pávíci černobílí jsou velmi hlasití ptáci a mohou vydávat různorodé zvuky. Nejčastěji je u nich možné slyšet rychlé čit-čit-čit-čit. Tyto zvuky mohou znamenat i varování před potenciálním predátorem.

## Rozšíření

Hojní pávíci černobílí obývají většinu Austrálie, najít je je možné i na Nové Guineji, Šalomounových ostrovech, Bismarckově souostroví a východní Indonésii. Obecně se nejedná o stěhovavé ptáky, avšak byly zaznamenány sezónní přesuny. Někteří jedinci například zavítají do Cape Yorku nebo Tasmánie, příležitostně navštěvují i Ostrov lorda Howa. Pávíci černobílí byli v roce 1922 vysazeni i na Havaji, aby zde redukovali hmyz, avšak vysazení nebylo úspěšné a poslední živý jedinec byl pozorován u Koko Head již roku 1937.
Pávíci černobílí obývají širokou škálu stanovišť, ale vyhýbají se hustě zalesněným oblastem, například deštným pralesům. Dávají přednost otevřeným lesům, loukám s rozptýlenými stromy… Stanoviště vhodné pro jejich život bývá většinou v blízkosti mokřadů či vodních ploch. V Nové Guineji obývají uměle vytvořeny paseky a louky, stejně jako otevřené lesy a mangrovy. Na Guadalcanalu byli hlášeni jedinci žijící i na kokosových palmách. Pávíci se dobře přizpůsobili přítomnosti lidi a proto se naučili žít i v zahradách a parcích.

## Ekologie

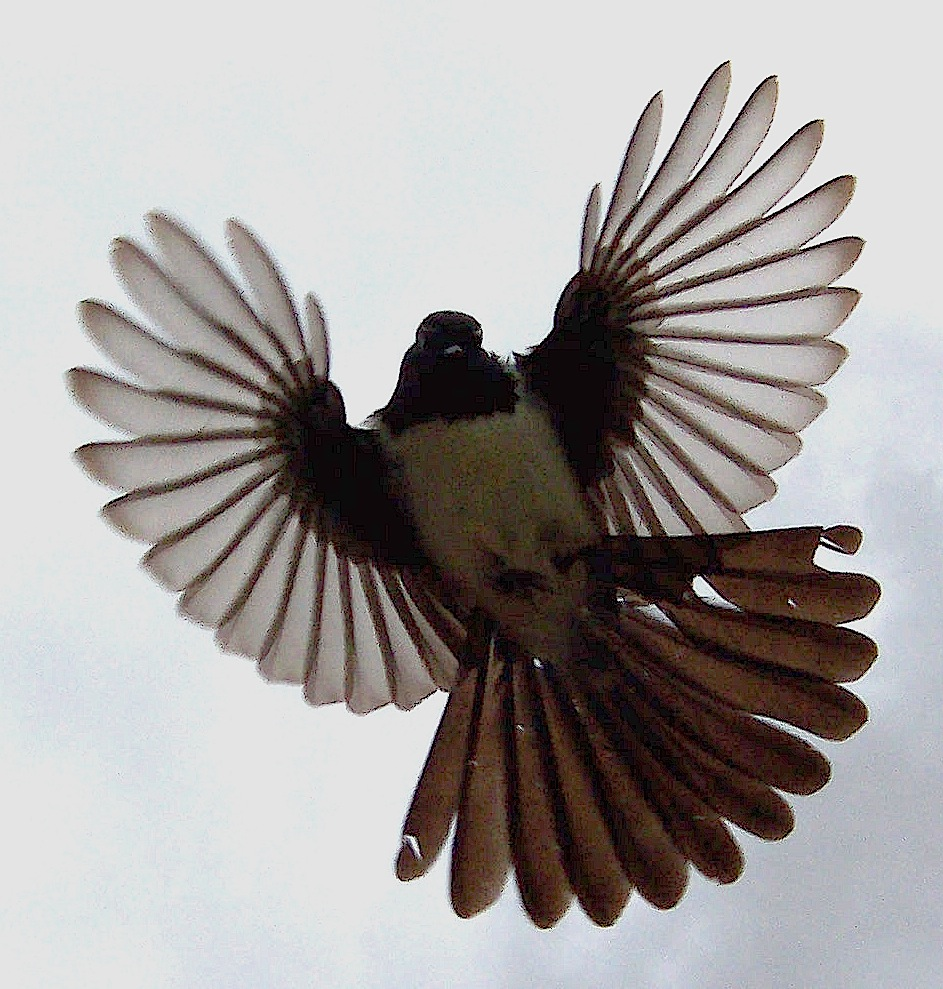
Pávík černobílý za letu

Pávíci černobílí jsou aktivní ptáci, neustále v pohybu a v klidu jsou jen na několik okamžiků. Žijí samotářsky nebo ve dvojicích, maximálně se mohou shromažďovat do menších hejn. Na rozdíl od jiných pávíků tráví mnoho času na zemi, kde se pasou a hledají potravu. Tito ptáci jsou velmi teritoriální a nebojácně si střeží své území i před mnohem většími druhy, jako jsou flétňácí australští, krkavci australští, ledňáci obrovští nebo orli klínoocasí. Mohou útočit i na domácí psy, kočky a dokonce i na lidi, kteří se přiblíží příliš blízko k hnízdu. V období hnízdění je jejich chránění mnohem intenzivnější.
Pávíci černobílí svoji kořist vyhledávají většinou z nízkých větví, plotů a sloupů. Tam čekají na příležitost pro ulovení kořisti, ve většině případů se jedná o bezobratlého živočicha nebo hmyz. Obvykle loví létající hmyz, ale není výjimečné je pozorovat na zemi, když vyhledávají kořist pod zemí. Při lovu vrtí pávíci černobílí vodorovně ocasním peřím a přestože není znám přesný důvod tohoto chování, pravděpodobně to slouží pro vyplašení hmyzu, který se schovává v křovinách a vyletí. Žerou motýly, můry, brouky, vážky, pavouky, stonožky… Existují záznamy pávíků, kteří na Nové Guineji lovili gekony. Samotné ještěrky ale obyčejně tvoří pouze 1 až 3 % z jejich jídelníčku.
Tito ptáci jsou monogamní, mají tedy po celý život jednoho partnera. Období hnízdění běžně probíhá od července do prosince, v tomto období vyhledávají pávíci sušší oblasti. Staví si miskovité hnízdo na větvi stromu nebo v okapech. Hnízdo se skládá převážně ze stonků trávy a kůry stromů. Do hnízda následně samička snese dvě až čtyři malá krémová vajíčka o rozměrech 16 mm × 21 mm. Ta jsou inkubována po dobu asi 14 dnů. Poté se líhnou se holá a slepá ptáčata. Vylíhnutá mláďata krmí oba rodiče a do dvou týdnů se obvykle mladí opeří.